# 2015 год в истории общественного транспорта
В этой статье перечисляются основные события из истории общественного транспорта (прежде всего трамваев, троллейбусов и автобусов) в 2015 году. Информация об истории метрополитенов и железнодорожного транспорта находится в отдельных статьях.

## События

### Белоруссия
- 1 февраля — закрытие трамвайного маршрута № 2 в Минске в связи с низким пассажиропотоком. Вместе с этим прекращено трамвайное движение по улице Октябрьской.

### Россия
- 5 марта — троллейбусное движение в городе Каменск-Уральский было закрыто[1].
- 29 апреля — троллейбусное движение в городе Курган было закрыто[2].
- 18 декабря — закрылась трамвайная система в городе Дзержинск[3][4].

### СНГ
- 31 октября —  закрыта трамвайная система в городе Алма-Ата (Казахстан)[5].

### Мир
- 29 августа — открыта система скоростного трамвая в городе Щецин (Польша)[6].
- 20 сентября — открыта система скоростного трамвая в городе Аддис-Абеба (Эфиопия)[7].
- 16 октября — открыта система скоростного трамвая[англ.] в городе Гаосюн (Тайвань)[8].
- 20 октября — открыта система трамвая[англ.] в городе Медельин (Колумбия)[9].
- 19 декабря — открыта система трамвая[англ.] в городе Ольштын (Польша)[10].
- 28 декабря — открыта система трамвая[англ.] в городе Хуайань (Китай)[11].
- 30 декабря — открыта система трамвая[англ.] в городе Палермо (Италия)[12].
- Китай — закрыто троллейбусное движение в городе Чаохуа[13].